# Island Mercy
Die Island Mercy war ein Missions, Hilfs- und Hospitalschiff der christlichen Hilfsorganisation Mercy Ships. Vorherige Namen des Schiffs waren Petite Forte und Good Samaritan.

## Geschichte
Gebaut wurde das Schiff 1961 in Kanada und wurde als Küstenfähre Petite Forte im Liniendienst vor Neufundland eingesetzt. Benannt wurde sie nach der kanadischen Ortschaft Petite Forte.
1983 ging die Petite Forte als Geschenk an Mercy Ships, wo der Umbau zum Hilfs- und Hospitalschiff erfolgte. Von 1983 bis 1994 wurde das Schiff unter dem Namen Good Samaritan für Hilfsaktionen in Mittel- und Südamerika und in der Karibik eingesetzt. 1991 wurde sie als Transportschiff verwendet, um Material und Personal für das Olympische Komitee der Vereinigten Staaten zu den Panamerikanischen Spielen in Havanna zu transportieren. Dabei war sie seit 30 Jahren das erste Schiff, das legal von den USA nach Kuba fuhr.
1994 kauften Mercy Ships die Caribbean Mercy, die das Einsatzgebiet Mittel- und Südamerika und Karibik von der Good Samaritan übernahm. Die Good Samaritan wurde daraufhin umbenannt in Island Mercy und wurde in ein neues Einsatzgebiet im Südpazifik verlegt.
Als Hospitalschiff wurde die Island Mercy vor allem für Augen- und Zahnbehandlungen eingesetzt. Als Hilfsschiff konnte sie wegen ihres geringen Tiefgangs auch in kleineren Flachwasserhäfen einlaufen, die für die anderen Mercy Ships nicht erreichbar waren.
In den 19 Jahren bei Mercy Ships hat die Island Mercy 109 Häfen besucht, dabei leistete sie Hilfseinsätze in 88 Häfen in 24 Entwicklungsländern von Südamerika bis Südpazifik. Über 145.000 Einzelaktionen im Gesamtwert von 78.000.000 US-Dollar wurden geleistet, darunter 1.150 Augenoperationen, 29.370 Zahnbehandlungen und 12.750 allgemeinmedizinische Behandlungen, lokale Schulungen von einheimischem Gesundheitspersonal und Lieferung von medizinischer Ausrüstung im Wert von über 400.000 US-Dollar. Als Crew hatte die Island Mercy eine ständige Besatzung von 60 Volontären, die ihr Schiff „Little Giant“ (kleiner Gigant) nannten.
2001 wurde die Island Mercy an einen philippinischen Käufer verkauft, der das Schiff als Ausbildungsschiff in Manila verwendete.

## Technische Daten
- Tiefgang: 3,8 m
- Tonnage: 998 to
- Kapazität: 359 m³ Laderaum; 80 Betten (als Hospitalschiff)
- Baujahr: 1961
- Zertifizierung: Lloyds